# Anagnóstis Oikonomópoulos
Anagnóstis Oikonomópoulos (grec moderne : Αναγνώστης Οικονομόπουλος), était un militaire et homme politique grec qui participa à la guerre d'indépendance grecque.
Anagnóstis Oikonomópoulos naquit en Corinthie. Il rejoignit les forces de Theódoros Kolokotrónis et participa aux combats contre l'expédition de Dramali Pacha dans le Péloponnèse. Il obtint le grade d'hypochiliarque.
Il participa à l'Assemblée nationale d'Astros en 1823 en tant qu'élu des forces armées.

## Sources
- (el) Parlement grec, Μητρώο Πληρεξουσίων, Γερουσαστών και Βουλευτών. 1822-1935, Athènes, Parlement grec,‎ 1986, 159 p. (lire en ligne) [PDF]
- (el) Phótios Chrysanthópoulos, Βίοι Πελοποννησίων ανδρών και των εξώθεν εις την Πελοπόννησον ελθόντων κληρικών, στρατιωτικών και πολιτικών των αγωνισαμένων τον αγώνα της επαναστάσεως, Athènes, Stávros Andrópoulos,‎ 1888, 335 p. (lire en ligne), p.  56.